# Microsoft Office Picture Manager
Microsoft Office Picture Manager è un programma incluso nelle suite Microsoft Office dal 2003 al 2010. Si tratta di un editor di immagini piuttosto semplice che ha sostituito Microsoft Photo Editor, il quale a sua volta faceva parte della suite Microsoft Office da Office 97 fino a Office XP.
Microsoft ne ha terminato lo sviluppo a partire da Office 2013, che quindi non lo include.

## Caratteristiche
Attraverso Microsoft Office Picture Manager si ha la possibilità di ritagliare e ridimensionare immagini. È anche possibile convertire diversi formati di immagine. A differenza del software Paint, in tutte queste operazioni non si perde di qualità, in quanto è possibile selezionare il livello di compressione. 
Una delle caratteristiche che rendono questo programma unico è la possibilità di linkare o caricare le immagini a una libreria Microsoft Sharepoint.

## Cambiamenti dalle precedenti edizioni
Microsoft Office Picture Manager manca di alcune funzioni che caratterizzavano il suo predecessore Photo Editor. Microsoft ha pubblicato istruzioni su come reinstallare Microsoft Photo Editor.
Una situazione simile si era già verificata quando Photo Editor andò a rimpiazzare Microsoft Imager nell'aggiornamento da Office 95 a Office 97.
Picture Manager non è in grado di visualizzare le animazioni in GIF.
Gli utenti di Windows 2000 non possono stampare immagini da Picture Manager in quanto la funzione di stampa richiede un wizard distribuito con Windows XP.